# RIM-50 Typhon
Pour les articles homonymes, voir Typhon.
Typhon est un ancien système de missile développé par la marine américaine à la fin des années 1950, destiné à servir de système intégré de défense aérienne pour les flottes de la marine. Composé du SAM-N-8 Typhon LR, plus tard désigné RIM-50A, et du SAM-N-9 Typhon MR, plus tard nommé RIM-55A, associé au système radar AN/SPG-59, le coût et les dépenses du Typhon système a conduit à son annulation au profit du programme Standard Missile.

## Design et développement
Le développement de Typhon a été lancé à la fin des années 1950, car les missiles Talos, Terrier et Tartar ("3T") existants à longue, moyenne et courte portée étaient considérés comme proche de l'obsolescence, en cas d'attaque massive par les bombardiers soviétiques, l'obligation pour chaque missile d'avoir son propre illuminateur de cible dédié conduirait à une saturation rapide du système défensif. Le système Typhon, développé dans le cadre d'un contrat attribué à Bendix Corporation, surmonterait ce problème grâce à l'utilisation du système radar à balayage électronique AN/SPG-59, capable de suivre et d'engager plusieurs cibles simultanément.
Le système de missiles pour compléter le radar s'appelait à l'origine Super Talos (longue portée) et Super Tartar (courte portée), mais pour éviter toute confusion avec les mises à niveau des missiles existants, il fut bientôt renommé Typhon. Typhon LR, la seule version du système de missile Typhon à être testée en vol, était propulsée par un statoréacteur et était capable d'intercepter des avions et des missiles à grande vitesse, engageant des cibles dans la plage de Mach 3 à 4 entre 15 m à 29 000 m d'altitude et d'une portée de 5,500 m à 200 km; une capacité secondaire dans le rôle sol-sol, capable de cibler les navires ennemis, a également été incluse dans la spécification. Bien qu'il soit principalement destiné à être armé d'une ogive explosive conventionnelle, le Typhon LR a été également conçu pour être capable de transporter une tête nucléaire W60 .
Le Typhon MR a été conçu pour être capable d'intercepter des aéronefs à une distance comprise entre 15 m à 15 000 m d'altitude et d'une portée de 2 700 m à 46 000 m. Il n'avait pas encore été testé avant que le projet Typhon ne soit annulé.

## Historique opérationnel
En mars 1961, les premiers lancements d'essai du SAM-N-8 Typhon LR ont eu lieu en mars 1961. À partir de 1962, le navire d'essai USS Norton Sound est entré en radoub pour installer le système de contrôle d'armes Typhon afin de permettre d'effectuer des tests en mer. Cependant, les dépenses du système Typhon, combinées aux problèmes techniques rencontrés lors du développement, ont conduit à l'annulation du programme en novembre 1963. La conversion de Norton Sound a été autorisée à être achevée pour fournir des données de test, avec la remise en service du navire en juin 1964; à la suite des tests, l'équipement Typhon a été retiré en juillet 1966.
Au lieu de Typhon, la marine américaine a développé la famille Standard Missile pour assurer la défense aérienne de la flotte, tel que les missiles RIM-66 Standard et RIM-67 Standard ER remplaçant respectivement Tartar et Terrier.